# Tahitiporseleinhoen
De tahitiporseleinhoen (Zapornia nigra synoniem Porzana nigra) is een uitgestorven vogel uit de familie van de rallen, koeten en waterhoentjes (Rallidae). Deze soort was endemisch op Tahiti.
De soort is alleen bekend geworden door twee tekeningen uit de 18e eeuw. De eerste tekening werd gemaakt in 1973 door George Forster tijdens de tweede reis van kapitein James Cook (1772 - 1775) en is getiteld Rallus minutus, Màho, Taheitee. In 1784 maakte John Frederick Miller een kopie van Forsters tekening en publiceerde deze met enkele wijzigingen en aantekeningen in zijn werk Cimelia Physica. Johann Reinhold Forster gaf Tahiti als verspreidingsgebied. John Latham noemde Tanna als verspreidingsgebied van een ondersoort. Terwijl Averil Margaret Lysaght (1956) en Murray D. Bruce et al. (1983) Porzana nigra als identiek aan Porzana tabuensis beschouwden, zijn Storrs Lovejoy Olson en David William Steadman van mening dat de Tahitiporseleinhoen een niet-vliegende endemische soort van Tahiti was. Deze beoordeling wordt ondersteund door subfossiele botvondsten van een endemische moerassoort (Porzana rua) uit Mangaia.